# Bewertung (Algebra)
Bewertungen von Körpern sind in der Körpertheorie, einem Gebiet der Algebra, von Bedeutung. Nicht-archimedische p-adische Bewertungen werden für die Konstruktion der p-adischen Zahlen verwendet und sind damit grundlegend für die p-adische Geometrie. In älteren Zugängen zur algebraischen Geometrie wurden auch Bewertungen von Funktionenkörpern verwendet.

## Bewertungen
Eine Bewertung eines Körpers {\displaystyle K} ist eine Funktion {\displaystyle \varphi \colon K\to P} in einen angeordneten Körper {\displaystyle P} mit den Eigenschaften
1. {\displaystyle \varphi (x)\geq 0} und {\displaystyle \varphi (x)=0\iff x=0}
2. {\displaystyle \varphi (xy)=\varphi (x)\varphi (y)}
3. {\displaystyle \varphi (x+y)\leq \varphi (x)+\varphi (y)}

Ein Beispiel einer Bewertung ist die Betragsfunktion {\displaystyle |x|} auf den reellen oder komplexen Zahlen mit der Signatur {\displaystyle |\cdot |\colon \mathbb {C} \to \mathbb {R} }.
Eine Bewertung {\displaystyle |\cdot |\colon K\to \mathbb {R} } heißt nicht-archimedisch, wenn {\displaystyle |n|\leq 1} für {\displaystyle n\in \mathbb {N} }. Eine Bewertung ist genau dann nicht-archimedisch, wenn sie die verschärfte Dreiecksungleichung erfüllt.
In der Zahlentheorie werden heute aber meist die weiter unten definierten nicht-archimedischen Exponentialbewertungen gemeint, wenn von „Bewertungen“ die Rede ist.

## Allgemeine Bewertungen (Exponenentialbewertungen)

### Definition
Ist {\displaystyle G} eine totalgeordnete abelsche Gruppe und {\displaystyle K} ein (kommutativer) Körper, so ist eine Abbildung
{\displaystyle v\colon K\to G\cup \{\infty \}}
eine nicht-archimedische Bewertung, wenn die folgenden Eigenschaften erfüllt sind:
- {\displaystyle v(ab)=v(a)+v(b)}
- {\displaystyle v(a)=\infty \iff a=0}
- {\displaystyle v(a+b)\geq \min\{v(a),v(b)\}}

für alle {\displaystyle a,b\in K}.
{\displaystyle K} heißt dann auch ein bewerteter Körper mit Wertegruppe {\displaystyle v(K^{\times })\subseteq G}.
Zwei Bewertungen {\displaystyle v_{1}} und {\displaystyle v_{2}} heißen äquivalent, wenn {\displaystyle v_{1}(a)<1\Longleftrightarrow v_{2}(a)<1} gilt. Äquivalenzklassen von Bewertungen werden auch als Stellen eines gegebenen Körpers bezeichnet.

### Bewertungen und Bewertungsringe
Ein Integritätsbereich {\displaystyle A} heißt Bewertungsring, wenn er die folgende Eigenschaft hat:
Für jedes Element {\displaystyle x} des Quotientenkörpers von {\displaystyle A} gilt {\displaystyle x\in A} oder {\displaystyle x^{-1}\in A}.
Ist {\displaystyle A} ein Bewertungsring mit Quotientenkörper {\displaystyle K}, so kann man eine Bewertung auf {\displaystyle K} mit Wertegruppe {\displaystyle G=K^{\times }/A^{\times }} definieren:
{\displaystyle v\colon K\to G\cup \{\infty \},\quad v(x)=\left\{{\begin{matrix}\infty &x=0\\{}[x]&x\in K^{\times };\end{matrix}}\right.}
dabei bezeichnet {\displaystyle [x]} das Bild von {\displaystyle x} in {\displaystyle G=K^{\times }/A^{\times }}; die Ordnung auf {\displaystyle G} ist definiert durch
{\displaystyle [x]\geq [y]\iff xy^{-1}\in A} für {\displaystyle x,y\in K^{\times }.}
Ist umgekehrt {\displaystyle K} ein bewerteter Körper mit Bewertung {\displaystyle v}, so ist
{\displaystyle \{x\in K\mid v(x)\geq 0\}}
ein Bewertungsring, der dann auch der Bewertungsring zur Bewertung {\displaystyle v} genannt wird. Die Gruppe {\displaystyle K^{\times }/A^{\times }} ist kanonisch isomorph zur Wertegruppe von {\displaystyle v}.
Für einen Körper {\displaystyle K} gibt es also eine bijektive Beziehung zwischen Isomorphieklassen von Bewertungen auf {\displaystyle K} und Bewertungsringen, die in {\displaystyle K} enthalten sind.

### Diskrete Bewertungen

#### Definition
Es sei {\displaystyle K} ein Körper. Dann heißt eine surjektive Funktion
{\displaystyle v\colon K\to \mathbb {Z} \cup \{\infty \}}
eine diskrete Bewertung, Exponentialbewertung oder nicht-archimedische Bewertung, wenn die folgenden Eigenschaften erfüllt sind:
- {\displaystyle v(ab)=v(a)+v(b)}
- {\displaystyle v(a)=\infty \iff a=0}
- {\displaystyle v(a+b)\geq \min\{v(a),v(b)\}}

für alle {\displaystyle a,b\in K}. {\displaystyle K} zusammen mit {\displaystyle v} heißt diskret bewerteter Körper.

#### Beispiele
- die {\displaystyle p}-Bewertung auf den rationalen Zahlen für eine Primzahl {\displaystyle p}
- die Nullstellen- bzw. Polordnung meromorpher Funktionen in einem festen Punkt

### Diskrete Bewertungen und diskrete Bewertungsringe
Die Teilmenge
{\displaystyle A:=\left\{x\in K\mid v(x)\geq 0\right\}}
bildet einen Unterring von {\displaystyle K}, den Bewertungsring von {\displaystyle v}. Er ist ein diskreter Bewertungsring mit einem maximalen Ideal {\displaystyle {\mathfrak {m}}:=\{x\mid x\in K,v(x)>0\}}, welches Hauptideal ist.
Ist umgekehrt {\displaystyle (A,{\mathfrak {m}})} ein diskreter Bewertungsring, so ist durch
{\displaystyle v(x)=\sup \left\{k\in \mathbb {Z} \mid x\in {\mathfrak {m}}^{k}\right\}}
eine diskrete Bewertung auf dem Quotientenkörper von {\displaystyle A} definiert.
Diskrete Bewertungsringe und diskret bewertete Körper entsprechen einander.

### p-Bewertung
Es sei {\displaystyle p} eine Primzahl.
Die {\displaystyle p}-Bewertung (auch: die {\displaystyle p}-adische Bewertung oder der {\displaystyle p}-Exponent) {\displaystyle v_{p}(n)} einer natürlichen oder ganzen Zahl {\displaystyle n} ist die größte Zahl {\displaystyle k}, so dass {\displaystyle n} noch durch {\displaystyle p^{k}} teilbar ist. Die {\displaystyle p}-Bewertung gibt an, wie oft eine Primzahl {\displaystyle p} in der Primfaktorzerlegung einer natürlichen oder ganzen Zahl vorkommt.
Ist
{\displaystyle n=p_{1}^{a_{1}}p_{2}^{a_{2}}...p_{k}^{a_{k}},}
so ist
{\displaystyle v_{p_{1}}(n)=a_{1},\quad v_{p_{2}}(n)=a_{2},\quad \ldots ,\quad v_{p_{k}}(n)=a_{k}.}
Tritt eine Primzahl {\displaystyle p} nicht in der Primfaktorzerlegung von {\displaystyle n} auf, dann ist {\displaystyle v_{p}(n)=0}.
Man setzt {\displaystyle v_{p}(0)=\infty }, weil jede Potenz jeder Primzahl die 0 teilt.
Die {\displaystyle p}-Bewertung einer ganzen Zahl ist die ihres Betrags.
Die {\displaystyle p}-Bewertung einer  rationalen Zahl ist die Differenz der {\displaystyle p}-Bewertungen des Zählers und des Nenners: Für eine rationale Zahl {\displaystyle r={\tfrac {m}{n}}} mit {\displaystyle m,n\in \mathbb {Z} } ist also
{\displaystyle v_{p}(r)=v_{p}(m)-v_{p}(n).}
Geht p nur im Nenner des (vollständig gekürzten) Bruchs {\displaystyle m/n} auf, ist {\displaystyle v_{p}(r)} also eine negative Zahl.
Die {\displaystyle p}-Bewertung rationaler Zahlen spielt eine wichtige Rolle bei einer Konstruktionsart der p-adischen Zahlen: die Funktion
{\displaystyle r\mapsto p^{-v_{p}(r)}}
bildet auf den rationalen Zahlen einen nichtarchimedischen Betrag.

#### p-ganze undS-ganze Zahlen
Eine {\displaystyle p}-ganze Zahl (auch "{\displaystyle p}-adisch ganze Zahl" oder "für {\displaystyle p} ganze Zahl") ist eine rationale Zahl, die nichtnegative {\displaystyle p}-Bewertung hat, d. h. bei der in einer vollständig gekürzten Bruchdarstellung der Nenner nicht durch {\displaystyle p} teilbar ist. Rationale Zahlen, die nicht {\displaystyle p}-ganz sind, werden manchmal auch "{\displaystyle p}-gebrochen" genannt.
Die Menge aller {\displaystyle p}-ganzen Zahlen ist ein Unterring von {\displaystyle \mathbb {Q} }, der {\displaystyle \mathbb {Z} _{(p)}} geschrieben wird. {\displaystyle \mathbb {Z} _{(p)}} ist ein diskreter Bewertungsring, insbesondere gibt es bis auf Assoziierte genau ein irreduzibles Element, nämlich {\displaystyle p}.
Ist allgemeiner {\displaystyle S} eine Menge von Primzahlen, so ist eine {\displaystyle S}-ganze Zahl eine rationale Zahl, die {\displaystyle p}-ganz für jedes {\displaystyle p\notin S} ist (!), d. h. bei der in einer vollständig gekürzten Bruchdarstellung der Nenner nur durch Primzahlen aus {\displaystyle S} teilbar ist. Die Menge der {\displaystyle S}-ganzen Zahlen bildet einen Unterring {\displaystyle \mathbb {Z} _{S}} von {\displaystyle \mathbb {Q} }.
Beispiele
- Für {\displaystyle S=\emptyset } ist {\displaystyle \mathbb {Z} _{S}=\mathbb {Z} }.
- Für eine Primzahl {\displaystyle p\in \mathbb {P} } und {\displaystyle S=\mathbb {P} \setminus \{p\}} ist {\displaystyle \mathbb {Z} _{S}=\mathbb {Z} _{(p)}}, der diskrete Bewertungsring der {\displaystyle p}-ganzen Zahlen.
- Für {\displaystyle S=\{2,5\}} ist {\displaystyle \mathbb {Z} _{S}} der Ring der abbrechenden (durch eine endliche Ziffernfolge darstellbaren) Dezimalbrüche.

## Verallgemeinerungen
Der Begriff einer Norm kann allgemeiner gefasst werden, indem statt Vektorräumen über dem Körper {\displaystyle \mathbb {K} } der reellen oder komplexen Zahlen beliebige Vektorräume über bewerteten Körpern {\displaystyle (K,|\cdot |)}, also Körpern mit einem Absolutbetrag {\displaystyle |\cdot |}, zugelassen werden. Eine weitere Verallgemeinerung besteht darin, dass der Vektorraum durch einen {\displaystyle R}-(Links)-Modul {\displaystyle M} über einem unitären Ring mit Betrag {\displaystyle (R,|\cdot |)} ersetzt wird. Eine Funktion {\displaystyle \|\cdot \|\colon M\to \mathbb {R} _{+}} heißt dann Norm auf dem Modul {\displaystyle M}, wenn für alle {\displaystyle x,y\in M} und alle Skalare {\displaystyle \alpha \in R} die drei Normeigenschaften Definitheit, absolute Homogenität und Subadditivität erfüllt sind. Wenn im Grundring {\displaystyle R} der Betrag durch einen Pseudobetrag ersetzt wird und im Modul {\displaystyle M} die Homogenität zur Subhomogenität abgeschwächt wird, erhält man eine Pseudonorm.